# Triple Alliantie (1717)
De Triple Alliantie was een verdrag tussen de Republiek der Zeven Verenigde Nederlanden (hoewel zij het verdrag niet ondertekenden), Frankrijk en Groot-Brittannië, tegen Spanje. De geallieerden probeerden de Vrede van Utrecht die in 1713 was gesloten na te leven. Zij vreesden dat Spanje een supermacht zou worden. Dit zou het machtsevenwicht in Europa verstoren. De Triple Alliantie groeide uit tot een Quadruple Alliantie toen keizer Karel VI van het Heilig Roomse Rijk zich in 1718 bij de geallieerden aansloot.